# Seven Femenino de Canadá 2018
El Seven Femenino de Canadá de 2018 fue la cuarta edición del torneo canadiense de rugby 7, y el cuarto de la Serie Mundial Femenina de Rugby 7 2017-18.
Se desarrolló en el Westhills Stadium de la ciudad de Langford, Canadá.

## Fase de grupos

### Grupo A
| Equipo        | Encuentros | Encuentros | Encuentros | Encuentros | Tantos  | Tantos    | Tantos     | Puntos |
| Equipo        | jugados    | ganados    | empatados  | perdidos   | a favor | en contra | diferencia | Puntos |
| ------------- | ---------- | ---------- | ---------- | ---------- | ------- | --------- | ---------- | ------ |
| Nueva Zelanda | 3          | 3          | 0          | 0          | 85      | 7         | +78        | 9      |
| Fiyi          | 3          | 2          | 0          | 1          | 78      | 40        | +38        | 7      |
| Inglaterra    | 3          | 1          | 0          | 2          | 45      | 63        | –18        | 5      |
| Brasil        | 3          | 0          | 0          | 3          | 31      | 129       | –98        | 3      |

### Grupo B
| Equipo         | Encuentros | Encuentros | Encuentros | Encuentros | Tantos  | Tantos    | Tantos     | Puntos |
| Equipo         | jugados    | ganados    | empatados  | perdidos   | a favor | en contra | diferencia | Puntos |
| -------------- | ---------- | ---------- | ---------- | ---------- | ------- | --------- | ---------- | ------ |
| Francia        | 3          | 3          | 0          | 0          | 100     | 26        | +74        | 9      |
| Estados Unidos | 3          | 2          | 0          | 1          | 82      | 43        | +39        | 7      |
| Japón          | 3          | 1          | 0          | 2          | 38      | 68        | –30        | 5      |
| Rusia          | 3          | 0          | 0          | 3          | 21      | 104       | –83        | 3      |

### Grupo C
| Equipo    | Encuentros | Encuentros | Encuentros | Encuentros | Tantos  | Tantos    | Tantos     | Puntos |
| Equipo    | jugados    | ganados    | empatados  | perdidos   | a favor | en contra | diferencia | Puntos |
| --------- | ---------- | ---------- | ---------- | ---------- | ------- | --------- | ---------- | ------ |
| Australia | 3          | 3          | 0          | 0          | 96      | 36        | +60        | 9      |
| Canadá    | 3          | 2          | 0          | 1          | 50      | 49        | +1         | 7      |
| Irlanda   | 3          | 1          | 0          | 2          | 43      | 50        | –7         | 5      |
| España    | 3          | 0          | 0          | 3          | 20      | 74        | –54        | 3      |

## Fase Final

### Copa de oro
|  | Cuartos de final | Cuartos de final | Cuartos de final |               |                | Semifinales    | Semifinales | Semifinales |                |                | Copa         | Copa         | Copa |  |
|  |                  |                  |                  |               |                |                |             |             |                |                |              |              |      |  |
|  |                  |                  |                  |               |                |                |             |             |                |                |              |              |      |  |
|  | Francia          | Francia          | 27               |               |                |                |             |             |                |                |              |              |      |  |
|  | Francia          | Francia          | 27               |               |                |                |             |             |                |                |              |              |      |  |
|  | Irlanda          | Irlanda          | 0                |               |                |                |             |             |                |                |              |              |      |  |
|  | Irlanda          | Irlanda          | 0                |               | Francia        | Francia        | 12          |             |                |                |              |              |      |  |
|  |                  |                  |                  |               | Francia        | Francia        | 12          |             |                |                |              |              |      |  |
|  |                  |                  | Australia        | Australia     | 17             |                |             |             |                |                |              |              |      |  |
|  | Australia        | Australia        | Australia        | Australia     | 17             | 21             |             |             |                |                |              |              |      |  |
|  | Australia        | Australia        |                  |               |                |                |             |             |                |                |              |              |      |  |
|  | Fiyi             | Fiyi             | 5                |               |                |                |             |             |                |                |              |              |      |  |
|  | Fiyi             | Fiyi             | 5                |               |                |                |             |             |                | Australia      | Australia    | 0            |      |  |
|  |                  |                  |                  |               |                |                |             |             |                | Australia      | Australia    | 0            |      |  |
|  |                  |                  | Nueva Zelanda    | Nueva Zelanda | 46             |                |             |             |                |                |              |              |      |  |
|  | Estados Unidos   | Estados Unidos   | Nueva Zelanda    | Nueva Zelanda | 46             | 28             |             |             |                |                |              |              |      |  |
|  | Estados Unidos   | Estados Unidos   |                  |               |                |                |             |             |                |                |              |              |      |  |
|  | Canadá           | Canadá           | 26               |               |                |                |             |             |                |                |              |              |      |  |
|  | Canadá           | Canadá           | 26               |               | Estados Unidos | Estados Unidos | 10          |             |                | Tercer lugar   | Tercer lugar | Tercer lugar |      |  |
|  |                  |                  |                  |               | Estados Unidos | Estados Unidos | 10          |             |                | Tercer lugar   | Tercer lugar | Tercer lugar |      |  |
|  |                  |                  | Nueva Zelanda    | Nueva Zelanda | 33             |                |             |             |                |                |              |              |      |  |
|  | Nueva Zelanda    | Nueva Zelanda    | Nueva Zelanda    | Nueva Zelanda | 33             | 17             |             |             | Estados Unidos | Estados Unidos | 21           |              |      |  |
|  | Nueva Zelanda    | Nueva Zelanda    |                  |               |                |                |             |             | Estados Unidos | Estados Unidos | 21           |              |      |  |
|  | Inglaterra       | Inglaterra       | 12               |               |                |                |             |             |                |                | Francia      | Francia      | 5    |  |
|  | Inglaterra       | Inglaterra       | 12               |               |                |                |             |             |                |                | Francia      | Francia      | 5    |  |
|  |                  |                  |                  |               |                |                |             |             |                |                |              |              |      |  |

| Bandera de Nueva Zelanda |
| Campeón Nueva Zelanda    |
| 2º título del circuito   |